# Princípio da sobreposição das camadas

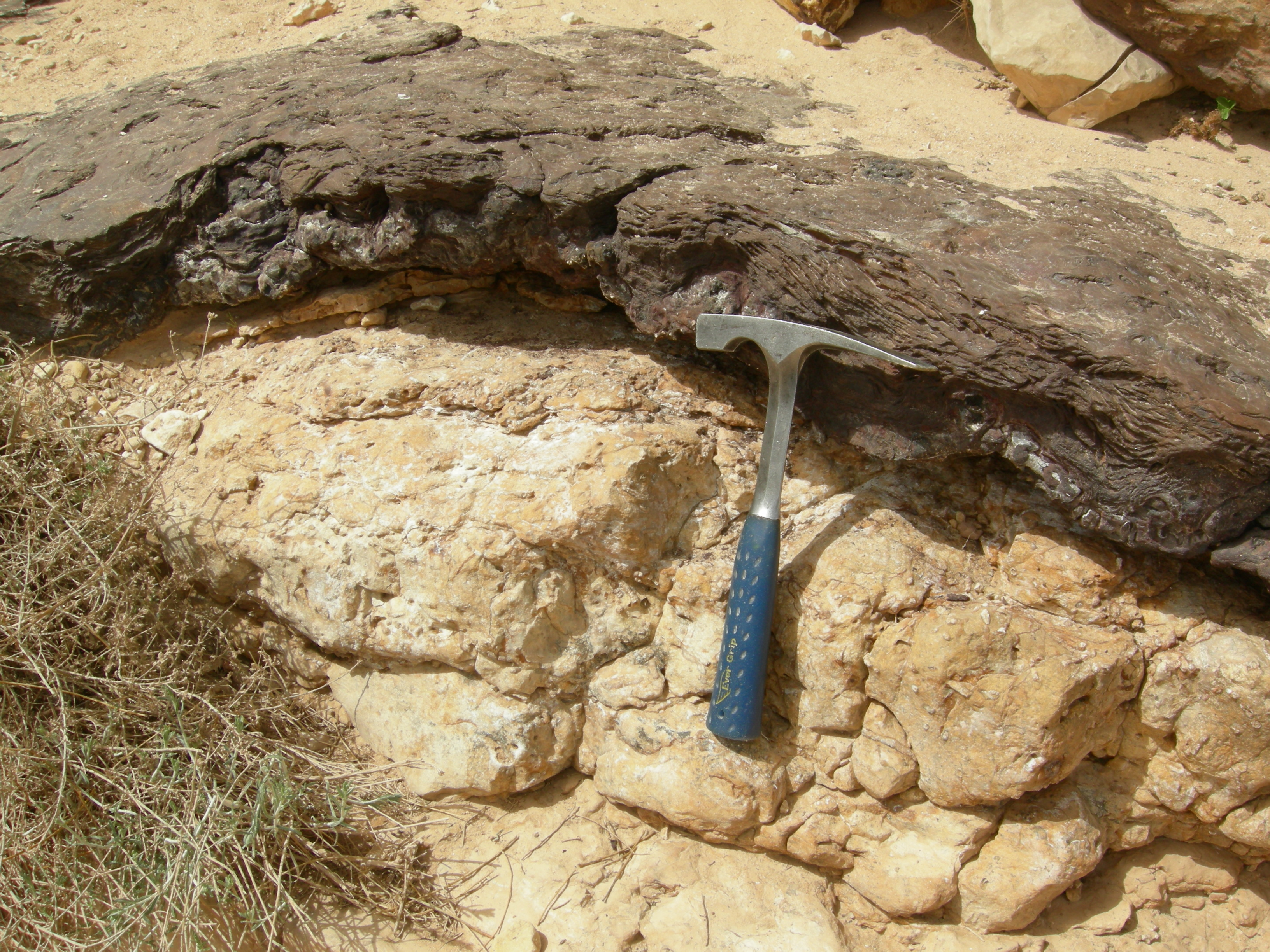
Uma secção estratigráfica Jurássica em rochas expostas na Makhtesh Gadol, de Israel. A rocha da base é mais antiga do que aquela sobrejacente, pelo princípio da superposição.

Princípio da sobreposição das camadas, ou Princípio da Sobreposição, é um princípio da estratigrafia atribuído a Nicolau Steno que afirma que a deposição dos estratos (sedimentação) ocorre sempre por ordem cronológica da base para o topo da coluna estratigráfica. Desta forma, numa sucessão de estratos cuja ordem não foi alterada, cada estrato é mais antigo do que aquele que o cobre e mais recente do que aquele que lhe serve de base. Esta disposição pode ser alterada por movimentos tectônicos.[carece de fontes?]
Este princípio, embora simples, foi um avanço no pensamento geológico. O princípio de sobreposição é vital para a compreensão da geologia sendo uma das bases da datação relativa e do estudo da geologia da Terra.